# Friedrich Thieberger
Friedrich Thieberger (geboren 12. November 1888 in Goltsch-Jenikau, Österreich-Ungarn; gestorben 30. Mai 1958 in Jerusalem) war ein tschechoslowakisch-israelischer Religionsphilosoph und Judaist, Publizist, Übersetzer und Autor von Werken mit jüdischen Themen.

## Leben
Friedrich Thieberger entstammte einer Rabbinerfamilie und war der Sohn des Prager Rabbiners Dr. Karl Thieberger. Im Jahr 1907 schloss er seine Schulausbildung am St. Stephans-Gymnasium in Prag ab. Anschließend studierte er an der Karls-Universität Prag Germanistik bei August Sauer sowie Philosophie und Philologie und wurde promoviert.
Franz Kafka ließ sich von 1914 bis Herbst 1917 von Thieberger, mit dem er Ende 1912 in einer Buchhandlung ins Gespräch gekommen war, in Hebräisch unterrichten. Thiebergers Schwestern Gertrude, später Lyrikerin und ab 1922 verheiratet mit Johannes Urzidil, und Nelly Thieberger freundeten sich mit dem jungen Schriftsteller an.
Nach seinem Studium war Thieberger als Gymnasialprofessor für moderne Sprachen an deutschen Gymnasien in der Tschechoslowakei tätig.
Thieberger beteiligte sich engagiert am jüdischen Leben in Prag, war aber zionistisch orientiert und kein Angehöriger des orthodoxen Judentums. Von 1926 bis 1938 gab er die Monatsschrift des B’nai B’rith für die Tschechoslowakei heraus.
Im Jahr 1939 ging er nach Palästina und wurde dort Rektor der Hebräischen Universität. Er übersetzte auch einen Teil der Werke Josef Klausners ins Deutsche.
Thiebergers literarischer und wissenschaftlicher Nachlass befindet sich heute in der Nationalbibliothek Israels.

## Werke (Auswahl)
- Masarykovo kredo a židovské náboženství, Aufsatz, 1931
- Masaryk und das Judentum, 1934
- Jüdisches Fest – Jüdischer Brauch, 1937
- King Salomon, 1947
- Die Glaubensstufen des Judentums, 1952 (Sammlung Völkerglaube)